# Singly na prvním místě v roce 1983 (USA)
Jedničky americké hitparády Hot 100 za rok 1983 podle časopisu Billboard.
| Datum vydání | Skladba                         | Interpret                        |
| 1. leden     | Maneater                        | Daryl Hall & John Oates          |
| 8. leden     | Maneater                        | Daryl Hall and John Oates        |
| 15. leden    | Down Under                      | Men at Work                      |
| 22. leden    | Down Under                      | Men at Work                      |
| 29. leden    | Down Under                      | Men at Work                      |
| 5. únor      | Africa                          | Toto                             |
| 12. únor     | Down Under                      | Men at Work                      |
| 19. únor     | Baby, Come to Me                | Patti Austin & James Ingram      |
| 26. únor     | Baby, Come to Me                | Patti Austin & James Ingram      |
| 5. březen    | Billie Jean                     | Michael Jackson                  |
| 5. březen    | Billie Jean                     | Michael Jackson                  |
| 5. březen    | Billie Jean                     | Michael Jackson                  |
| 5. březen    | Billie Jean                     | Michael Jackson                  |
| 2. duben     | Billie Jean                     | Michael Jackson                  |
| 9. duben     | Billie Jean                     | Michael Jackson                  |
| 16. duben    | Billie Jean                     | Michael Jackson                  |
| 23. duben    | Come on Eileen                  | Dexys Midnight Runners           |
| 30. duben    | Beat It                         | Michael Jackson                  |
| 7. květen    | Beat It                         | Michael Jackson                  |
| 14. květen   | Beat It                         | Michael Jackson                  |
| 21. květen   | Let's Dance                     | David Bowie                      |
| 28. květen   | Flashdance... What a Feeling    | Irene Cara                       |
| 4. červen    | Flashdance... What a Feeling    | Irene Cara                       |
| 11. červen   | Flashdance... What a Feeling    | Irene Cara                       |
| 18. červen   | Flashdance... What a Feeling    | Irene Cara                       |
| 25. červen   | Flashdance... What a Feeling    | Irene Cara                       |
| 2. červenec  | Flashdance... What a Feeling    | Irene Cara                       |
| 9. červenec  | Every Breath You Take           | The Police                       |
| 16. červenec | Every Breath You Take           | The Police                       |
| 23. červenec | Every Breath You Take           | The Police                       |
| 30. červenec | Every Breath You Take           | The Police                       |
| 6. srpen     | Every Breath You Take           | The Police                       |
| 13. srpen    | Every Breath You Take           | The Police                       |
| 20. srpen    | Every Breath You Take           | The Police                       |
| 27. srpen    | Every Breath You Take           | The Police                       |
| 3. září      | Sweet Dreams (Are Made of This) | Eurythmics                       |
| 10. září     | Maniac                          | Michael Sembello                 |
| 17. září     | Maniac                          | Michael Sembello                 |
| 24. září     | Tell Her About It               | Billy Joel                       |
| 1. říjen     | Total Eclipse of the Heart      | Bonnie Tyler                     |
| 8. říjen     | Total Eclipse of the Heart      | Bonnie Tyler                     |
| 15. říjen    | Total Eclipse of the Heart      | Bonnie Tyler                     |
| 22. říjen    | Total Eclipse of the Heart      | Bonnie Tyler                     |
| 29. říjen    | Islands in the Stream           | Kenny Rogers & Dolly Parton      |
| 5. listopad  | Islands in the Stream           | Kenny Rogers & Dolly Parton      |
| 12. listopad | All Night Long (All Night)      | Lionel Richie                    |
| 19. listopad | All Night Long (All Night)      | Lionel Richie                    |
| 26. listopad | All Night Long (All Night)      | Lionel Richie                    |
| 3. prosinec  | All Night Long (All Night)      | Lionel Richie                    |
| 10. prosinec | Say Say Say                     | Paul McCartney & Michael Jackson |
| 17. prosinec | Say Say Say                     | Paul McCartney & Michael Jackson |
| 24. prosinec | Say Say Say                     | Paul McCartney & Michael Jackson |
| 31. prosinec | Say Say Say                     | Paul McCartney & Michael Jackson |